# Nyåret 1816
Nyåret 1816 är en dikt av Esaias Tegnér skriven 1816. Den börjar med ödesmättad stämning: "Vem rider så sent på sin svarta häst? I natten droppar det blod." I fortsättningen excellerar författaren i ironi, och språket klingar mot slutet påfallande modernt.
Särskilt berömd är den åttonde strofen:

"Hejsan! Religionen är Jesuit, 
 människorätt Jakobin, 
 världen är fri, och korpen är vit, 
 vivat Påven - och Hin! 
 Ut vill jag resa till Tyskland att lära 
 dikta sonetter till tidens ära."

Tegnér vänder sig här mot nyromantiken och tidens politik som han ser som olika sidor av samma mynt. I ett brev till Leopold i januari 1816 skrev han: "Är dagens politik någonting annat än en öfversättning af dess metaphysik?"
Nyårsmotivet är en omarbetning av Esaias Tegnérs tidigare dikt Nyåret från 1813.